# Хора (Warcraft)
Вижте пояснителната страница за други значения на Хора.
Хората от Стормуинд (на английски: Stormwind) са една от расите населяващи фантастичния свят на играта World of Warcraft. Те са издръжлив народ, преживял инвазията на дивите орки през Първата война. По време на Втората война армиите на Стормуинд влизат в Съюза, за да възвърнат родните си земи в Азерот (Azeroth). След успеха на Втората война Стормуинд бива построен отново и човешката цивилизация процъфтява по южните земи.
При инвазията на Горящия легион, който оставя северното кралство Лордеарон (Lordaeron) в развалини, Стормуинд е последният бастион на човешката цивилизация. Следвайки героичния пример на сър Лотар и крал Лейн, защитниците на Стормуинд са считани за едни от най-свирепите войни в земите. Те стоят твърдо зад решението си да запазят честта и силата на човечеството в един потъващ в тъмнина свят.
Класовете между които може да се избира са: Воин (Warrior), Паладин (Paladin), Маг (Mage), Вещер (Warlock), Свещеник (Priest), Крадец(Rogue), Мъртвешки Рицар (Death Knight).